# Bodilus holgati
Bodilus holgati är en skalbaggsart som beskrevs av S. Endrödi 1983. Bodilus holgati ingår i släktet Bodilus och familjen Aphodiidae. Inga underarter finns listade.